# Zbigniew Turewicz
Zbigniew Turewicz (ur. 3 listopada 1927 w Horodle, zm. 26 października 2001) – polski działacz partyjny i państwowy, inżynier budownictwa, w latach 1978–1986 wiceprezydent Łodzi i z urzędu wicewojewoda łódzki, w latach 1986–1987 podsekretarz stanu w Ministerstwie Budownictwa, Gospodarki Przestrzennej i Komunalnej.

## Życiorys
Syn Stanisława i Stanisławy. W 1955 ukończył studia z budownictwa lądowego w Wyższej Szkole Inżynierskiej w Gdańsku.  W 1968 po nauce w studium dla inżynierów uzyskał magisterium z ekonomii na Uniwersytecie Łódzkim. Od 1950 do 1956 pracował na stanowiskach inżynierskich w Gdańsku, dochodząc do kierownika działu w tamtejszym Przedsiębiorstwie Robót Elewacyjnych. Następnie zajmował fotel kierownika działu oraz naczelnego inżyniera kolejno w Łódzkich Przedsiębiorstwach Budownictwa Miejskiego i Uprzemysłowionego. Zajmował stanowiska dyrektora „Miastoprojektu” (1965–1968), ŁPBM (1968–1976) i Łódzkiego Przedsiębiorstwa Budownictwa Przemysłowego „Chemobud” (1976–1978).
W 1951 wstąpił do Polskiej Zjednoczonej Partii Robotniczej, od 1954 do 1956 należał do jej Komitetu Miejskiego w Gdańsku. Następnie od 1960 do 1964 zasiadał w egzekutywie Komitetu Dzielnicowego na Bałutach. W 1974 został członkiem Komitetu Miejskiego PZPR w Łodzi, a rok później jego plenum. Od 1978 do 1986 zajmował stanowisko wiceprezydenta Łodzi i z urzędu wicewojewody łódzkiego. Następnie od lutego 1986 do października 1987 pozostawał wiceministrem budownictwa, gospodarki przestrzennej i komunalnej (do momentu likwidacji resortu).
Zmarł 26 października 2001 roku i został pochowany na cmentarzu komunalnym Doły w Łodzi.